# Fuchsberg (Teunz)

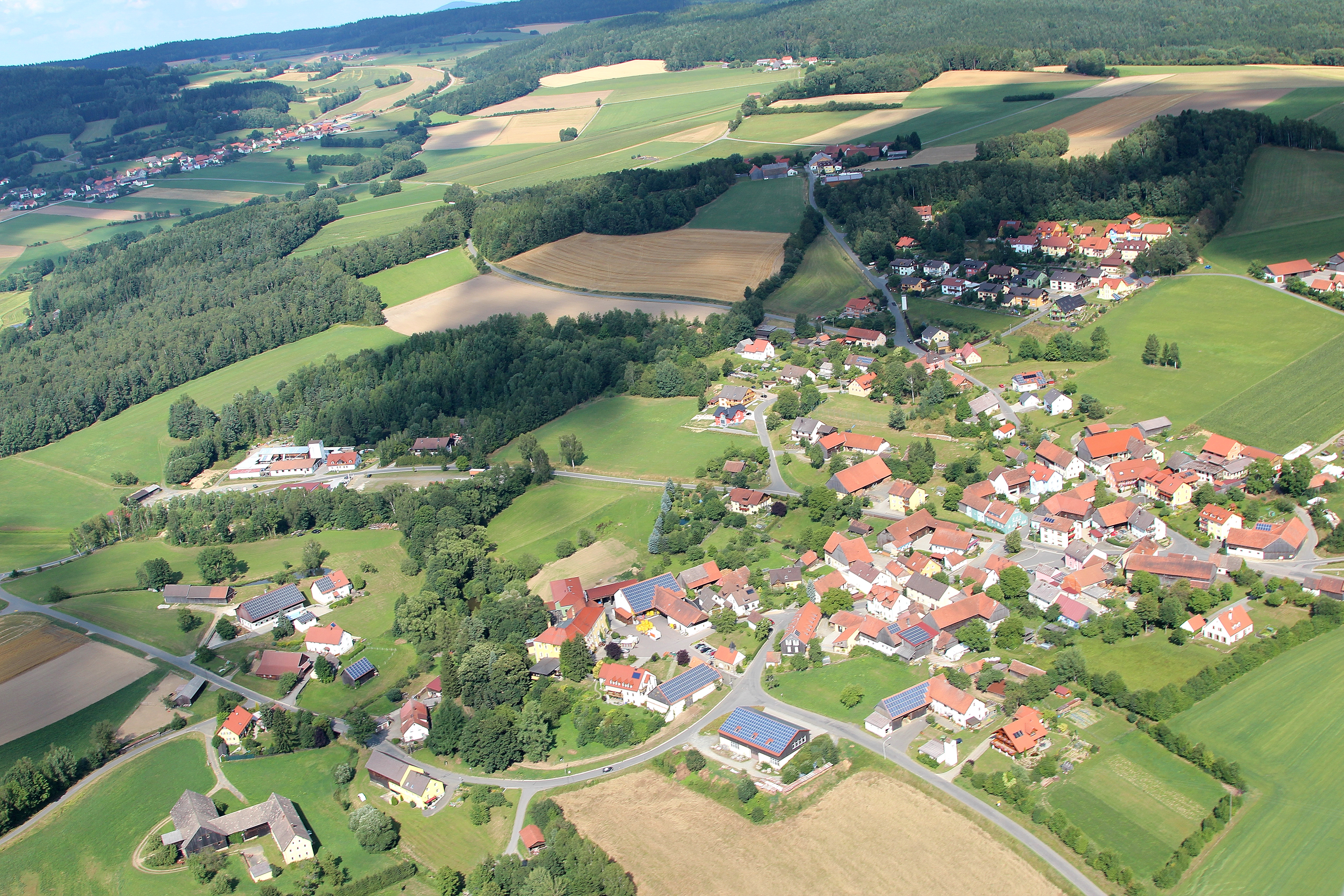
Fuchsberg (2013)

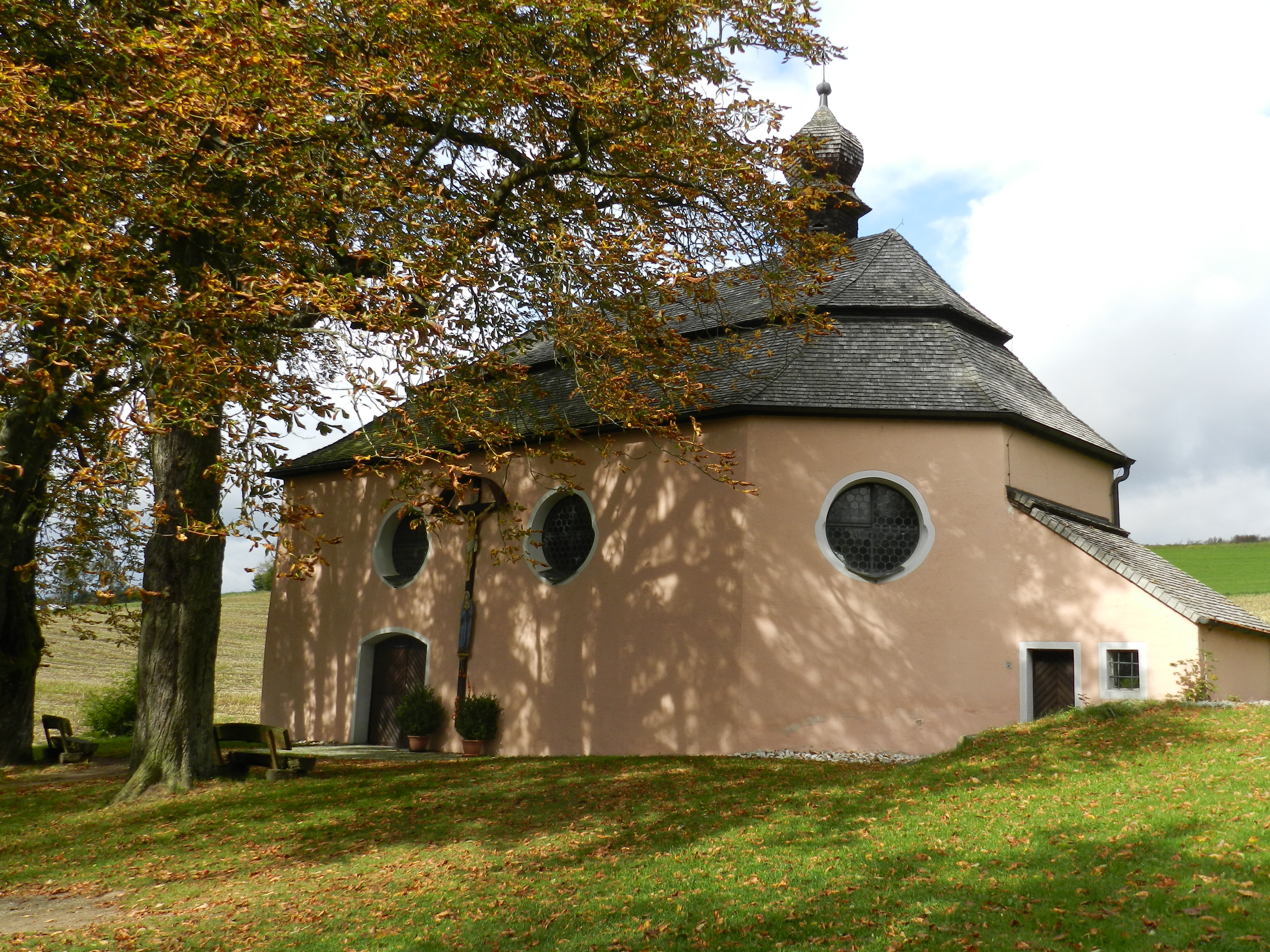
Jakobikirche Fuchsberg (2011)

Fuchsberg ist ein Gemeindeteil von Teunz und war früher eine eigenständige Gemeinde. Am 1. Mai 1978 erfolgte die Eingliederung in die Gemeinde Teunz im ostbayerischen Landkreis Schwandorf. Seit dem 1. Januar 1974 sind die Gemeinden Teunz, Gleiritsch, Niedermurach und Winklarn in der Verwaltungsgemeinschaft Oberviechtach zusammengeschlossen.

## Geografie
Fuchsberg liegt in der Region Oberpfalz-Nord im nordöstlichen Teil des Landkreises Schwandorf südwestlich der Erhebung Platte. Der Ort auf 500 m Höhe ist über die Kreisstraße SAD 43 Teunz – Fuchsberg – Kühried – Wildstein zu erreichen.

## Geschichte
Fuchsberg war früher ein Rittergut, über dessen Entstehung wenig bekannt ist. An der heutigen Schlossbrauerei Fuchsberg befinden sich eine Mauer und ein Graben aus dem Mittelalter. Das Rittergeschlecht der Zenger ist ab 1321 auf Fuchsberg nachweisbar. Im 15. Jahrhundert folgten die Muracher, im 16. bis zum 18. Jahrhundert die Satzenhofer. Das Gut Ödmiesbach, zu dem Steinach bei Gleiritsch gehörte, war bis 1604 Bestandteil der Hofmark Fuchsberg. Zur Hofmark Fuchsberg gehörten 1770 insgesamt 63 Anwesen.
In Fuchsberg bestand vom 15. bis zum 17. Jahrhundert ein Eisenhammer, der vom Wasser der Faustnitz betrieben wurde. Das Erz kam aus Sulzbach und Amberg und das produzierte Eisen wurde nach Nürnberg verkauft.

## Gemeinde Fuchsberg

### Gemeindebildung
Das Königreich Bayern wurde 1808 in 15 Kreise eingeteilt, die nach französischem Vorbild nach Flüssen benannt (Naabkreis, Regenkreis, Unterdonaukreis usw.) wurden. Die Kreise gliederten sich in Landgerichtsbezirke, die in einzelne Gemeindegebiete eingeteilt werden sollten.

### Fuchsberg wird Gemeinde
Die Gemeinde Fuchsberg war seit 1820/21 Bestandteil des Landgerichts Neunburg vorm Wald, ab 1900 gehörte sie zum Bezirksamt Oberviechtach. Zur politischen Gemeinde Fuchsberg mit 49 Familien gehörten die Ortschaften Haidhof mit einer Familie und Zieglhäuser mit zwei Familien. Im Jahre 1880 kam Haidhof im Tausch von der Gemeinde Fuchsberg zur Gemeinde Wildstein, während Hebermühle zur Gemeinde Fuchsberg wechselte.

### Bevölkerungsentwicklung in der Gemeinde Fuchsberg
Auf dem Gebiet der Gemeinde wurden
- 1840 361[12]
- 1900 321[13]
- 1919 315[13]
- 1939 274[13] und
- 1970 267[14] Einwohner gezählt.

### Auflösung der Gemeinde Fuchsberg
Nach dem Ende des Zweiten Weltkriegs war die Gemeinde Fuchsberg zwischen 1946 und 1948 der Gemeinde Teunz zugeordnet, erhielt aber dann wieder ihre Eigenständigkeit.
Am 1. Mai 1978 kam es zur Auflösung der Gemeinde Fuchsberg, zu der die Hebermühle und die Tannenschleife gehörten. Die Ortschaften wurden nach Teunz eingemeindet. Die Gemeinde Teunz ist der Verwaltungsgemeinschaft Oberviechtach angeschlossen.

## Bildung
Die Schüler aus Fuchsberg besuchen die Grundschule in Teunz und die Doktor-Eisenbarth-Mittelschule in Oberviechtach. Eine Realschule befindet sich in Nabburg und eine Wirtschaftsschule in Weiden; Gymnasien gibt es in Oberviechtach, Nabburg und Weiden.

## Sehenswürdigkeiten
- St. Jakob, Kirche am Jakobsweg
- Schloss Fuchsberg
- Von der in südwestlicher Richtung einen Kilometer entfernten Jakobskirche kommt der Fränkische Jakobsweg, der mit einer weißen Muschel auf hellblauem Grund markiert ist. Er führt am Fuchsberger Badeweiher vorbei nach Süden. Nächste Station ist das drei Kilometer südlich von Fuchsberg liegende Teunz.[16]

## Vereine
- Freiwillige Feuerwehr Fuchsberg
- Obst- und Gartenbauverein Fuchsberg
- KLJB Fuchsberg

## Bildergalerie

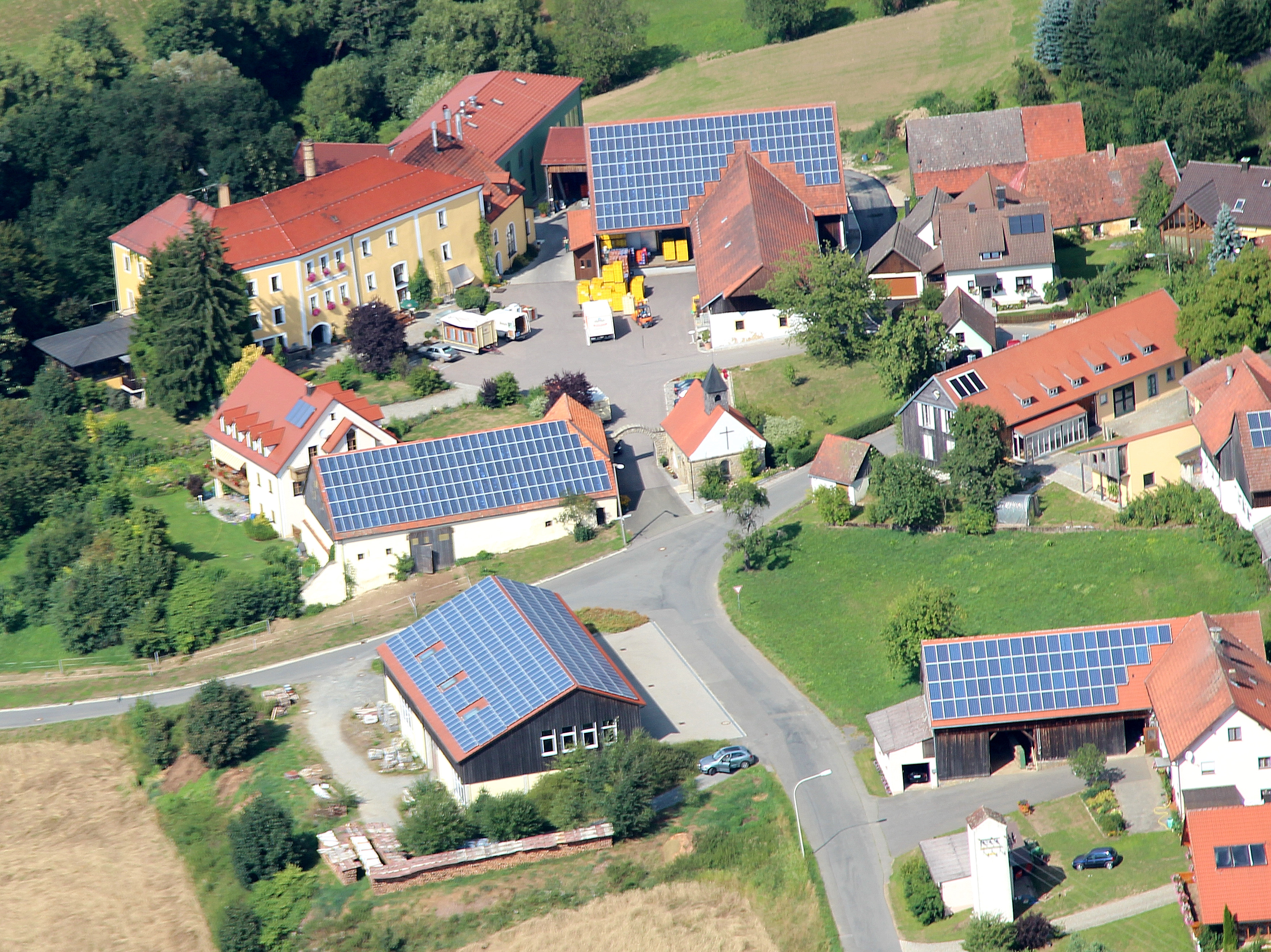
Schlossbrauerei Fuchsberg (2013)
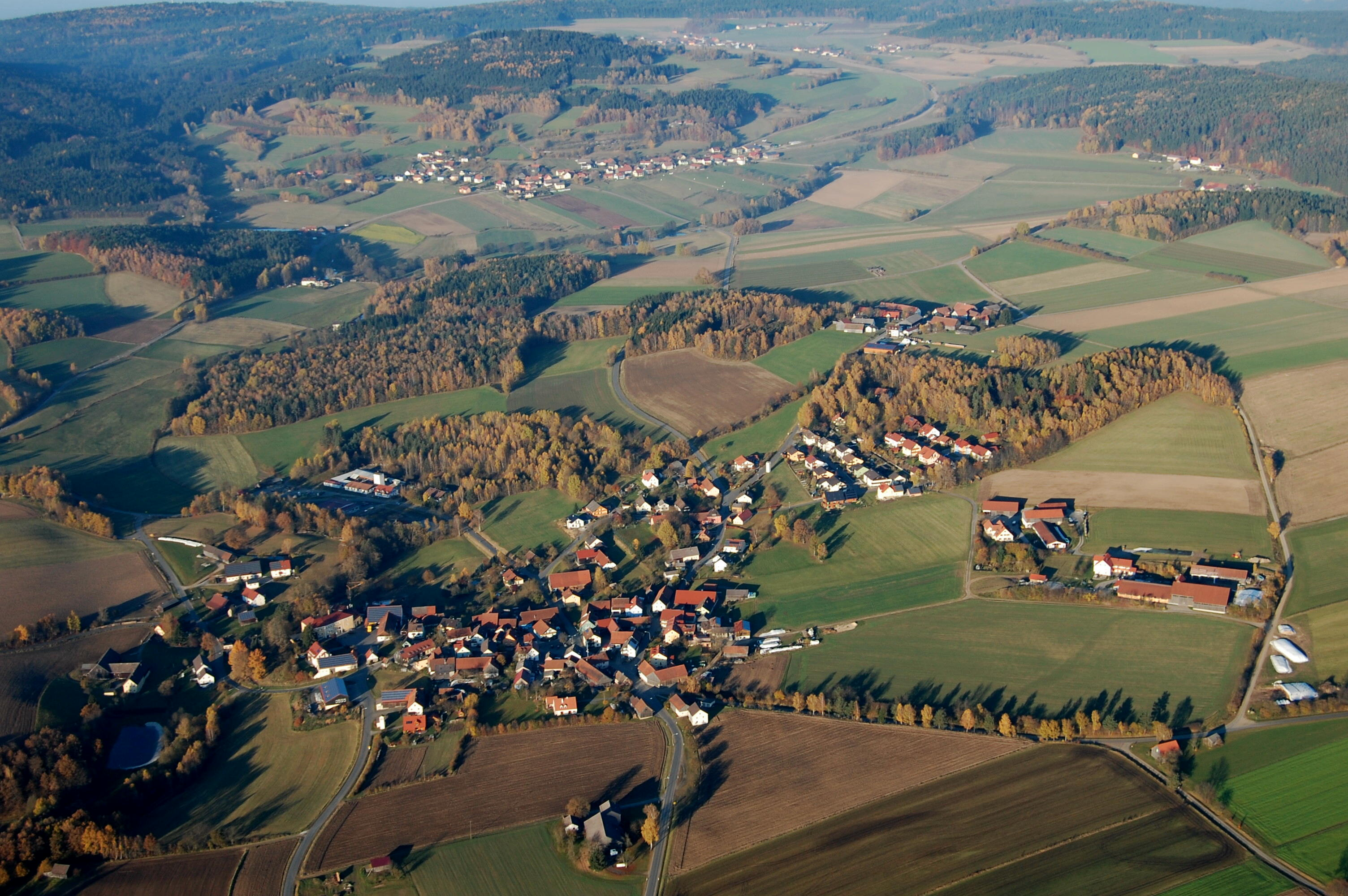
Fuchsberg, Kühried (2010)
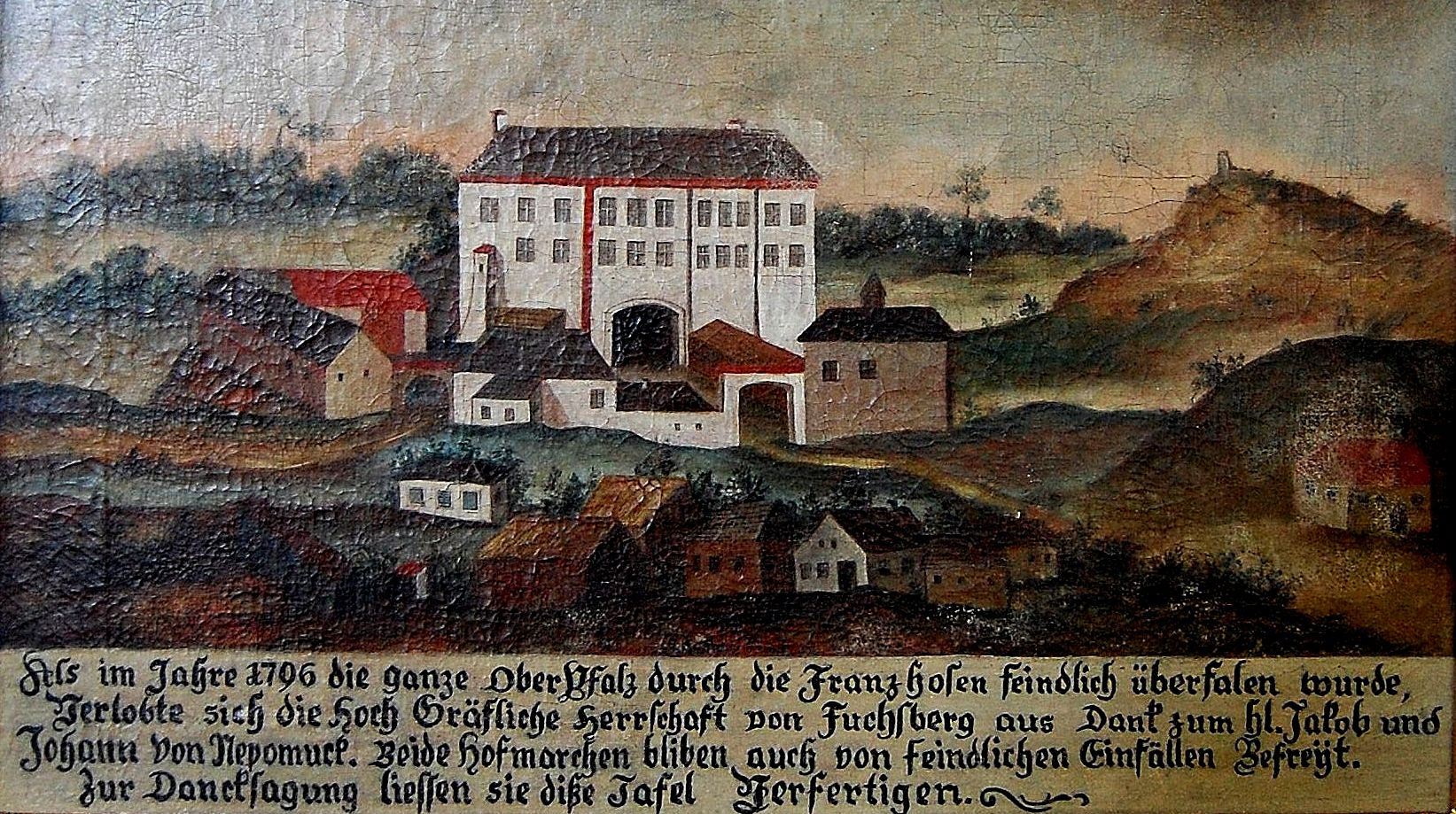
Schloss Fuchsberg (1796)
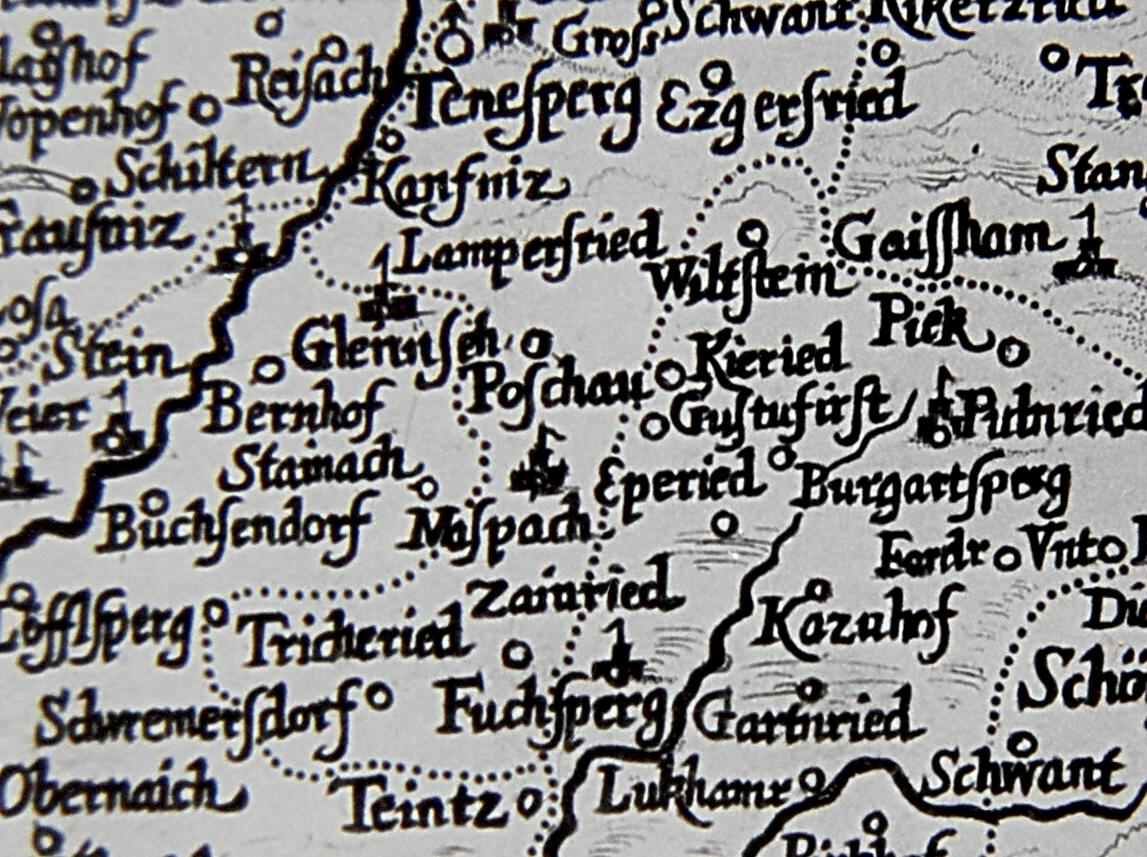
Landkarte (1663)